# Wasserburg (Bodensee)
Wasserburg (Bodensee) è un comune tedesco di 3 385 abitanti, situato nel land della Baviera.